# Maljevačko Selište
Maljevačko Selište – wieś w Chorwacji, w żupanii karlowackiej, w gminie Cetingrad. W 2011 roku liczyła 30 mieszkańców.